# لاله هندی (سرده)
لاله هندی (سرده) (نام علمی: Thespesia) نام یک سرده از تیره پنیرکیان است.